# Chondriolejeunea pseudostipulata
Chondriolejeunea pseudostipulata là một loài Rêu trong họ Lejeuneaceae. Loài này được (Schiffner) Kis & Pocs mô tả khoa học đầu tiên năm 2001.